# 绍莫多尔
绍莫多尔，是匈牙利绍莫吉州所辖的一个村。总面积19.91平方公里，总人口429，人口密度21.5人/平方公里（2011年1月1日）。